# Ochrocalliope dubiefae
Ochrocalliope dubiefae är en fjärilsart som beskrevs av Pierre E.L. Viette 1978. Ochrocalliope dubiefae ingår i släktet Ochrocalliope och familjen tandspinnare. Inga underarter finns listade i Catalogue of Life.